# Sjabbatoven
Een Sjabbatoven is een oven die vroeger in joodse kring werd gebruikt om eten voorafgaand aan de sjabbat klaar te maken. Werkzaamheden en het aansteken van vuur of licht zijn tijdens de Sjabbat verboden. Het kenmerk van een Sjabbatoven is dat deze geïsoleerd is en dat eten op deze manier tijdens de Sjabbat warm blijft.
Het gebruik van Sjabbatovens hoort inmiddels tot het verleden, omdat hiervoor ook een wekker met tijdsklok gemonteerd op een moderne oven gebruikt kan worden.